# Río Abajo (Humacao)
Río Abajo es un barrio ubicado en el municipio de Humacao en el estado libre asociado de Puerto Rico. En el Censo de 2010 tenía una población de 7495 habitantes y una densidad poblacional de 363,41 personas por km².

## Geografía
Río Abajo se encuentra ubicado en las coordenadas 18°8′28″N 65°47′14″O / 18.14111, -65.78722. Según la Oficina del Censo de los Estados Unidos, Río Abajo tiene una superficie total de 20.62 km², de la cual 15.17 km² corresponden a tierra firme y (26.45%) 5.45 km² es agua.

## Demografía
Según el censo de 2010, había 7495 personas residiendo en Río Abajo. La densidad de población era de 363,41 hab./km². De los 7495 habitantes, Río Abajo estaba compuesto por el 68.37% blancos, el 18.16% eran afrocaribeños, el 0.99% eran amerindios, el 0.57% eran asiáticos, el 8.21% eran de otras razas y el 3.71% pertenecían a dos o más razas. Del total de la población el 98.39% eran hispanos o latinos de cualquier raza.